# 日溪乡
日溪乡是中国福建省福州市晋安区下辖的一个乡，位于晋安区最北端，總面積124.34平方公里，鄉政府駐日溪村。
日溪乡的主要人口民族为汉族和畲族。

## 历史沿革
唐朝至清朝期间，日溪乡曾先后归闽县、怀安县、侯官县管辖。
中华民国时期，日溪乡为闽侯县新店区的密溪乡。民国30年（1941年），改为现名。
中华人民共和国成立后，日溪乡属闽侯县八区（石牌区）。1962年，属福州市郊区北峰公社。1970年，改为日溪人民公社并属福州市北峰区。1975年重新归属福州市郊区。1984年，建日溪乡。

## 行政区划
日溪乡共辖12个行政村：
日溪村、梓山村、山秀园村、东坪村、南峰村、党洋村、汶洋村、万洋村、点洋村、汶石村、井后村和铁坑村。
1. ↑  . 中华人民共和国国家统计局. 2023 （中文（中国大陆））.[]